# Wyścig Hiszpanii WTCC 2012
Wyścig Hiszpanii WTCC 2012 – druga runda World Touring Car Championship w sezonie 2012 i ósmy z kolei Wyścig Hiszpanii. Rozegrał się on w dniach 31 marca-1 kwietnia 2012 na torze Circuit Ricardo Tormo w miejscowości Cheste niedaleko Walencji na wschodnim wybrzeżu Hiszpanii. W pierwszym wyścigu zwyciężył Yvan Muller z Chevroleta, a w drugim jego zespołowy kolega Alain Menu.

## Lista startowa
| Nr | Kierowca             | Zespół                   | Samochód             | Klasa |
| -- | -------------------- | ------------------------ | -------------------- | ----- |
| 1  | Yvan Muller          | Chevrolet                | Chevrolet Cruze 1.6T | M     |
| 2  | Robert Huff          | Chevrolet                | Chevrolet Cruze 1.6T | M     |
| 3  | Gabriele Tarquini    | Lukoil Racing Team       | SEAT León WTCC       | M     |
| 4  | Aleksiej Dudukało    | Lukoil Racing Team       | SEAT León WTCC       | MY    |
| 5  | Norbert Michelisz    | Zengő Motorsport         | BMW 320 TC           | MY    |
| 6  | Franz Engstler       | Liqui Moly Team Engstler | BMW 320 TC           | MY    |
| 7  | Charles Ng           | Liqui Moly Team Engstler | BMW 320 TC           | MY    |
| 8  | Alain Menu           | Chevrolet                | Chevrolet Cruze 1.6T | M     |
| 11 | Alex MacDowall       | Bamboo Engineering       | Chevrolet Cruze 1.6T | MY    |
| 12 | Pasquale Di Sabatino | Bamboo Engineering       | Chevrolet Cruze 1.6T | MY    |
| 14 | James Nash           | Team Aon                 | Ford Focus S2000 TC  |       |
| 15 | Tom Coronel          | ROAL Motorsport          | BMW 320 TC           | M     |
| 16 | Alberto Cerqui       | ROAL Motorsport          | BMW 320 TC           | MY    |
| 18 | Tiago Monteiro       | Tuenti Racing Team       | SUNRED León 1.6T     | M     |
| 20 | Darryl O’Young       | Special Tuning Racing    | SEAT León WTCC       | MY    |
| 22 | Tom Boardman         | Special Tuning Racing    | SEAT León TDi        | MY    |
| 23 | Tom Chilton          | Team Aon                 | Ford Focus S2000 TC  |       |
| 24 | Isaac Tutumlu        | Proteam Racing           | BMW 320 TC           | MY    |
| 25 | Mehdi Bennani        | Proteam Racing           | BMW 320 TC           | MY    |
| 26 | Stefano D'Aste       | Wiechers-Sport           | BMW 320 TC           | MY    |
| 27 | Gábor Wéber          | Zengő Motorsport         | BMW 320 TC           | MY    |
| 40 | Andrea Barlesi       | SUNRED Engineering       | SUNRED León 1.6T     | MY    |
| 74 | Pepe Oriola          | Tuenti Racing Team       | SEAT León WTCC       | MY    |
| 88 | Fernando Monje       | SUNRED Engineering       | SUNRED León 1.6T     | MY    |
| Nr | Kierowca             | Zespół                   | Samochód             | Klasa |

| Symbol | Klasa                                   |
| ------ | --------------------------------------- |
| M      | Producent (Manufacturers' Championship) |
| Y      | Niezależny (Yokohama Trophy)            |

## Wyniki

### Sesje treningowe
| Sesja | Nr | Kierowca          | Zespół             | Samochód             | Czas     | Okr. |
| ----- | -- | ----------------- | ------------------ | -------------------- | -------- | ---- |
| 1     | 1  | Yvan Muller       | Chevrolet          | Chevrolet Cruze 1.6T | 1:43,049 | 11   |
| 2     | 3  | Gabriele Tarquini | Lukoil Racing Team | SEAT León WTCC       | 1:43,834 | 12   |

### Kwalifikacje
| Poz.    | Nr      |         | Kierowca             | Zespół                   | Samochód             | Q1       | Q2       | Poz. s. R1 | Poz. s. R2 | Pkt     |
| II etap | II etap | II etap | II etap              | II etap                  | II etap              | II etap  | II etap  | II etap    | II etap    | II etap |
| ------- | ------- | ------- | -------------------- | ------------------------ | -------------------- | -------- | -------- | ---------- | ---------- | ------- |
| 1       | 1       |         | Yvan Muller          | Chevrolet                | Chevrolet Cruze 1.6T | 1:43,458 | 1:42,228 | 1          | 10         | 5       |
| 2       | 3       |         | Gabriele Tarquini    | Lukoil Racing Team       | SEAT León WTCC       | 1:42,933 | 1:42,519 | 2          | 9          | 4       |
| 3       | 15      |         | Tom Coronel          | ROAL Motorsport          | BMW 320 TC           | 1:43,323 | 1:42,643 | 3          | 8          | 3       |
| 4       | 74      | Y       | Pepe Oriola          | Tuenti Racing Team       | SEAT León WTCC       | 1:43,340 | 1:42,829 | 4          | 7          | 2       |
| 5       | 2       |         | Robert Huff          | Chevrolet                | Chevrolet Cruze 1.6T | 1:43,427 | 1:42,862 | 5          | 6          | 1       |
| 6       | 5       | Y       | Norbert Michelisz    | Zengő Motorsport         | BMW 320 TC           | 1:43,483 | 1:42,994 | 6          | 5          |         |
| 7       | 6       | Y       | Franz Engstler       | Liqui Moly Team Engstler | BMW 320 TC           | 1:43,683 | 1:43,108 | 7          | 4          |         |
| 8       | 4       | Y       | Aleksiej Dudukało    | Lukoil Racing Team       | SEAT León WTCC       | 1:43,230 | 1:43,410 | 8          | 3          |         |
| 9       | 8       |         | Alain Menu           | Chevrolet                | Chevrolet Cruze 1.6T | 1:42,975 | 1:43,472 | 9          | 2          |         |
| 10      | 26      | Y       | Stefano D'Aste       | Wiechers-Sport           | BMW 320 TC           | 1:43,850 | 1:43,544 | 10         | 1          |         |
| 11      | 18      |         | Tiago Monteiro       | Tuenti Racing Team       | SUNRED León 1.6T     | 1:43,801 | 1:43,640 | 11         | 11         |         |
| 12      | 20      | Y       | Darryl O’Young       | Special Tuning Racing    | SEAT León WTCC       | 1:43,391 | 1:43,832 | 12         | 12         |         |
| I etap  |         |         |                      |                          |                      |          |          |            |            |         |
| 13      | 16      | Y       | Alberto Cerqui       | ROAL Motorsport          | BMW 320 TC           | 1:43,889 | –        | 13         | 13         |         |
| 14      | 11      | Y       | Alex MacDowall       | Bamboo Engineering       | Chevrolet Cruze 1.6T | 1:43,951 | –        | 14         | 14         |         |
| 15      | 25      | Y       | Mehdi Bennani        | Proteam Racing           | BMW 320 TC           | 1:44,060 | –        | 15         | 15         |         |
| 16      | 14      |         | James Nash           | Team Aon                 | Ford Focus S2000 TC  | 1:44,126 | –        | 16         | 16         |         |
| 17      | 27      | Y       | Gábor Wéber          | Zengő Motorsport         | BMW 320 TC           | 1:44,316 | –        | 17         | 17         |         |
| 18      | 12      | Y       | Pasquale Di Sabatino | Bamboo Engineering       | Chevrolet Cruze 1.6T | 1:44,342 | –        | 18         | 18         |         |
| 19      | 24      | Y       | Isaac Tutumlu        | Proteam Racing           | BMW 320 TC           | 1:44,435 | –        | 19         | 19         |         |
| 20      | 88      | Y       | Fernando Monje       | SUNRED Engineering       | SUNRED León 1.6T     | 1:44,509 | –        | 20         | 20         |         |
| 21      | 23      |         | Tom Chilton          | Team Aon                 | Ford Focus S2000 TC  | 1:44,702 | –        | 21         | 21         |         |
| 22      | 22      | Y       | Tom Boardman         | Special Tuning Racing    | SEAT León TDi        | 1:44,703 | –        | 22         | 22         |         |
| 23      | 40      | Y       | Andrea Barlesi       | SUNRED Engineering       | SUNRED León 1.6T     | 1:45,124 | –        | 23         | 23         |         |
| 24      | 7       | Y       | Charles Ng           | Liqui Moly Team Engstler | BMW 320 TC           | 1:45,716 | –        | 24         | 24         |         |
| Poz.    | Nr      |         | Kierowca             | Zespół                   | Samochód             | Q1       | Q2       | Poz. s. R1 | Poz. s. R2 | Pkt     |

#### Warunki atmosferyczne[4]
| Temperatura toru      | 37 °C |
| Temperatura powietrza | 24 °C |
| Słońce                | tak   |
| Opady deszczu         | nie   |
| Sucho                 |       |

### Wyścig 1
| Poz.              | +/- | Nr |   | Kierowca             | Zespół                   | Samochód             | Okr. | Czas/Strata | Pkt. | Komentarz             |
| ----------------- | --- | -- | - | -------------------- | ------------------------ | -------------------- | ---- | ----------- | ---- | --------------------- |
| 1                 |     | 1  |   | Yvan Muller          | Chevrolet                | Chevrolet Cruze 1.6T | 13   | 22:53,924   | 25   |                       |
| 2                 |     | 3  |   | Gabriele Tarquini    | Lukoil Racing Team       | SEAT León WTCC       | 13   | +6,988      | 18   |                       |
| 3                 |     | 15 |   | Tom Coronel          | ROAL Motorsport          | BMW 320 TC           | 13   | +7,232      | 15   |                       |
| 4                 | 1   | 2  |   | Robert Huff          | Chevrolet                | Chevrolet Cruze 1.6T | 13   | +8,982      | 12   |                       |
| 5                 | 4   | 8  |   | Alain Menu           | Chevrolet                | Chevrolet Cruze 1.6T | 13   | +9,250      | 10   |                       |
| 6                 | 2   | 74 | Y | Pepe Oriola          | Tuenti Racing Team       | SEAT León WTCC       | 13   | +10,614     | 8    |                       |
| 7                 | 1   | 5  | Y | Norbert Michelisz    | Zengő Motorsport         | BMW 320 TC           | 13   | +11,854     | 6    |                       |
| 8                 | 1   | 6  | Y | Franz Engstler       | Liqui Moly Team Engstler | BMW 320 TC           | 13   | +12,202     | 4    |                       |
| 9                 | 2   | 18 |   | Tiago Monteiro       | Tuenti Racing Team       | SUNRED León 1.6T     | 13   | +21,185     | 2    |                       |
| 10                | 2   | 20 | Y | Darryl O’Young       | Special Tuning Racing    | SEAT León WTCC       | 13   | +24,010     | 1    |                       |
| 11                | 1   | 26 | Y | Stefano D'Aste       | Wiechers-Sport           | BMW 320 TC           | 13   | +25,349     |      |                       |
| 12                | 4   | 14 |   | James Nash           | Team Aon                 | Ford Focus S2000 TC  | 13   | +30,104     |      |                       |
| 13                |     | 16 | Y | Alberto Cerqui       | ROAL Motorsport          | BMW 320 TC           | 13   | +30,282     |      |                       |
| 14                | 1   | 25 | Y | Mehdi Bennani        | Proteam Racing           | BMW 320 TC           | 13   | +30,685     |      |                       |
| 15                | 1   | 11 | Y | Alex MacDowall       | Bamboo Engineering       | Chevrolet Cruze 1.6T | 13   | +31,373     |      |                       |
| 16                | 3   | 24 | Y | Isaac Tutumlu        | Proteam Racing           | BMW 320 TC           | 13   | +32,187     |      |                       |
| 17                |     | 27 | Y | Gábor Wéber          | Zengő Motorsport         | BMW 320 TC           | 13   | +33,507     |      |                       |
| 18                | 6   | 7  | Y | Charles Ng           | Liqui Moly Team Engstler | BMW 320 TC           | 13   | +34,050     |      |                       |
| 19                | 2   | 23 |   | Tom Chilton          | Team Aon                 | Ford Focus S2000 TC  | 13   | +34,372     |      |                       |
| 20                | 2   | 22 | Y | Tom Boardman         | Special Tuning Racing    | SEAT León TDi        | 13   | +36,599     |      |                       |
| 21                | 1   | 88 | Y | Fernando Monje       | SUNRED Engineering       | SUNRED León 1.6T     | 13   | +37,377     |      |                       |
| 22                | 4   | 12 | Y | Pasquale Di Sabatino | Bamboo Engineering       | Chevrolet Cruze 1.6T | 13   | +37,926     |      |                       |
| 23                |     | 40 | Y | Andrea Barlesi       | SUNRED Engineering       | SUNRED León 1.6T     | 13   | +51,999     |      |                       |
| Niesklasyfikowani |     |    |   |                      |                          |                      |      |             |      |                       |
|                   |     | 4  | Y | Aleksiej Dudukało    | Lukoil Racing Team       | SEAT León WTCC       | 6    |             |      | ukończył, zawieszenie |
| Poz.              | +/- | Nr |   | Kierowca             | Zespół                   | Samochód             | Okr. | Czas/Strata | Pkt. | Komentarz             |

#### Najszybsze okrążenie
| Nr | Kierowca    | Zespół    | Samochód             | Czas     | Okr. |
| -- | ----------- | --------- | -------------------- | -------- | ---- |
| 1  | Yvan Muller | Chevrolet | Chevrolet Cruze 1.6T | 1:44,194 | 2    |

#### Warunki atmosferyczne[5]
| Temperatura toru      | 43 °C |
| Temperatura powietrza | 22 °C |
| Słońce                | tak   |
| Opady deszczu         | nie   |
| Sucho                 |       |

### Wyścig 2
| Poz.              | +/- | Nr |   | Kierowca             | Zespół                   | Samochód             | Okr. | Czas/Strata | Pkt. | Komentarz              |
| ----------------- | --- | -- | - | -------------------- | ------------------------ | -------------------- | ---- | ----------- | ---- | ---------------------- |
| 1                 | 1   | 8  |   | Alain Menu           | Chevrolet                | Chevrolet Cruze 1.6T | 13   | 23:03,207   | 25   |                        |
| 2                 | 6   | 15 |   | Tom Coronel          | ROAL Motorsport          | BMW 320 TC           | 13   | +0,861      | 18   |                        |
| 3                 | 2   | 26 | Y | Stefano D'Aste       | Wiechers-Sport           | BMW 320 TC           | 13   | +1,306      | 15   |                        |
| 4                 | 1   | 5  | Y | Norbert Michelisz    | Zengő Motorsport         | BMW 320 TC           | 13   | +1,629      | 12   |                        |
| 5                 | 1   | 6  | Y | Franz Engstler       | Liqui Moly Team Engstler | BMW 320 TC           | 13   | +1,901      | 10   |                        |
| 6                 |     | 2  |   | Robert Huff          | Chevrolet                | Chevrolet Cruze 1.6T | 13   | +3,007      | 8    |                        |
| 7                 |     | 74 | Y | Pepe Oriola          | Tuenti Racing Team       | SEAT León WTCC       | 13   | +5,704      | 6    |                        |
| 8                 | 2   | 1  |   | Yvan Muller          | Chevrolet                | Chevrolet Cruze 1.6T | 13   | +6,368      | 4    |                        |
| 9                 |     | 3  |   | Gabriele Tarquini    | Lukoil Racing Team       | SEAT León WTCC       | 13   | +15,044     | 2    |                        |
| 10                | 5   | 25 | Y | Mehdi Bennani        | Proteam Racing           | BMW 320 TC           | 13   | +15,306     | 1    |                        |
| 11                | 8   | 24 | Y | Isaac Tutumlu        | Proteam Racing           | BMW 320 TC           | 13   | +19,838     |      |                        |
| 12                | 9   | 4  | Y | Aleksiej Dudukało    | Lukoil Racing Team       | SEAT León WTCC       | 13   | +21,166     |      |                        |
| 13                | 2   | 18 |   | Tiago Monteiro       | Tuenti Racing Team       | SUNRED León 1.6T     | 13   | +21,865     |      |                        |
| 14                |     | 11 | Y | Alex MacDowall       | Bamboo Engineering       | Chevrolet Cruze 1.6T | 13   | +23,167     |      |                        |
| 15                | 6   | 23 |   | Tom Chilton          | Team Aon                 | Ford Focus S2000 TC  | 13   | +25,024     |      |                        |
| 16                | 2   | 12 | Y | Pasquale Di Sabatino | Bamboo Engineering       | Chevrolet Cruze 1.6T | 13   | +27,071     |      |                        |
| 17                | 6   | 40 | Y | Andrea Barlesi       | SUNRED Engineering       | SUNRED León 1.6T     | 13   | +50,229     |      |                        |
| 18                | 2   | 88 | Y | Fernando Monje       | SUNRED Engineering       | SUNRED León 1.6T     | 13   | +1:04,377   |      |                        |
| 19                | 5   | 7  | Y | Charles Ng           | Liqui Moly Team Engstler | BMW 320 TC           | 10   | +3 okr.     |      | wspomaganie kierownicy |
| Niesklasyfikowani |     |    |   |                      |                          |                      |      |             |      |                        |
|                   |     | 14 |   | James Nash           | Team Aon                 | Ford Focus S2000 TC  | 8    |             |      | uszkodzenia z wypadku  |
|                   |     | 20 | Y | Darryl O’Young       | Special Tuning Racing    | SEAT León WTCC       | 4    |             |      | przegrzanie silnika    |
|                   |     | 16 | Y | Alberto Cerqui       | ROAL Motorsport          | BMW 320 TC           | 1    |             |      | zawieszenie            |
|                   |     | 22 | Y | Tom Boardman         | Special Tuning Racing    | SEAT León TDi        | 0    |             |      | kolizja                |
| Nie wystartowali  |     |    |   |                      |                          |                      |      |             |      |                        |
|                   |     | 27 | Y | Gábor Wéber          | Zengő Motorsport         | BMW 320 TC           | –    |             |      | sprzęgło               |
| Poz.              | +/- | Nr |   | Kierowca             | Zespół                   | Samochód             | Okr. | Czas/Strata | Pkt. | Komentarz              |

#### Najszybsze okrążenie
| Nr | Kierowca   | Zespół    | Samochód             | Czas     | Okr. |
| -- | ---------- | --------- | -------------------- | -------- | ---- |
| 8  | Alain Menu | Chevrolet | Chevrolet Cruze 1.6T | 1:44,278 | 2    |

#### Warunki atmosferyczne[6]
| Temperatura toru      | 39 °C |
| Temperatura powietrza | 20 °C |
| Słońce                | tak   |
| Opady deszczu         | nie   |
| Sucho                 |       |

## Klasyfikacja po rundzie

### Kierowcy
| Poz. | +/- | Kierowca             | Starty | Punkty | P1 | P2 | P3 | PP | NO | NS | DK | NW |
| ---- | --- | -------------------- | ------ | ------ | -- | -- | -- | -- | -- | -- | -- | -- |
| 1    |     | Yvan Muller          | 4      | 88     | 3  | –  | –  | 1  | 1  | –  | –  | –  |
| 2    | 1   | Alain Menu           | 4      | 61     | 1  | 1  | –  | –  | 1  | –  | –  | –  |
| 3    | 1   | Tom Coronel          | 4      | 58     | –  | 1  | 1  | –  | –  | –  | –  | –  |
| 4    | 2   | Robert Huff          | 4      | 57     | –  | 1  | 1  | –  | 1  | –  | –  | –  |
| 5    |     | Gabriele Tarquini    | 4      | 44     | –  | 1  | 1  | 1  | –  | 1  | –  | –  |
| 6    | 1   | Stefano D'Aste       | 4      | 25     | –  | –  | 1  | 1  | –  | –  | –  | –  |
| 7    | 4   | Norbert Michelisz    | 4      | 24     | –  | –  | –  | 1  | –  | –  | –  | –  |
| 8    | 1   | Pepe Oriola          | 4      | 24     | –  | –  | –  | –  | –  | –  | –  | –  |
| 9    |     | Franz Engstler       | 4      | 22     | –  | –  | –  | –  | –  | –  | –  | –  |
| 10   | 4   | Rickard Rydell       | 2      | 14     | –  | –  | –  | –  | 1  | –  | –  | –  |
| 11   | 3   | Alex MacDowall       | 4      | 10     | –  | –  | –  | –  | –  | –  | –  | –  |
| 12   |     | Alberto Cerqui       | 4      | 3      | –  | –  | –  | –  | –  | 1  | –  | –  |
| 13   | 8   | Tiago Monteiro       | 4      | 2      | –  | –  | –  | –  | –  | 1  | –  | –  |
| 14   | 3   | Mehdi Bennani        | 4      | 1      | –  | –  | –  | –  | –  | 1  | –  | –  |
| 15   |     | Darryl O’Young       | 2      | 1      | –  | –  | –  | –  | –  | 1  | –  | 2  |
| 16   | 4   | Isaac Tutumlu        | 4      | 0      | –  | –  | –  | –  | –  | 1  | –  | –  |
| 17   | 4   | Gábor Wéber          | 3      | 0      | –  | –  | –  | –  | –  | –  | –  | 1  |
| 18   | 4   | James Nash           | 4      | 0      | –  | –  | –  | –  | –  | 1  | –  | –  |
| 19   | 3   | Aleksiej Dudukało    | 3      | 0      | –  | –  | –  | –  | –  | 1  | –  | 1  |
| 20   | 6   | Tom Chilton          | 4      | 0      | –  | –  | –  | –  | –  | –  | –  | –  |
| 21   | 5   | Pasquale Di Sabatino | 4      | 0      | –  | –  | –  | –  | –  | –  | –  | –  |
| 22   | 4   | Andrea Barlesi       | 4      | 0      | –  | –  | –  | –  | –  | 1  | –  | –  |
| 23   | 5   | Charles Ng           | 4      | 0      | –  | –  | –  | –  | –  | 1  | –  | –  |
| 24   |     | Fernando Monje       | 2      | 0      | –  | –  | –  | –  | –  | –  | –  | –  |
| 25   |     | Tom Boardman         | 2      | 0      | –  | –  | –  | –  | –  | 1  | –  | –  |
| Poz. | +/- | Kierowca             | Starty | Punkty | P1 | P2 | P3 | PP | NO | NS | DK | NW |

### Producenci
| Poz. | +/- | Producent                 | Starty | Punkty | P1 | P2 | P3 | PP | NO | NS | DK | NW |
| ---- | --- | ------------------------- | ------ | ------ | -- | -- | -- | -- | -- | -- | -- | -- |
| 1    |     | Chevrolet                 | 4      | 173    | 4  | 2  | 1  | 1  | 4  | –  | –  | –  |
| 2    |     | BMW Customer Racing Teams | 4      | 108    | –  | 1  | 2  | 2  | –  | 4  | –  | 1  |
| 3    |     | SEAT Customer Technology  | 4      | 101    | –  | 1  | 1  | 1  | –  | 6  | –  | 3  |
| Poz. | +/- | Producent                 | Starty | Punkty | P1 | P2 | P3 | PP | NO | NS | DK | NW |